# Marionina libra
Marionina libra är en ringmaskart som beskrevs av Nielsen och Christensen 1959. Marionina libra ingår i släktet Marionina, och familjen småringmaskar. Arten har ej påträffats i Sverige.